# Leptobunus
Leptobunus is een geslacht van hooiwagens uit de familie Phalangiidae (Echte hooiwagens).
De wetenschappelijke naam Leptobunus is voor het eerst geldig gepubliceerd door Banks in 1893. 

## Soorten
Leptobunus omvat de volgende 5 soorten:
- Leptobunus aureus
- Leptobunus borealis
- Leptobunus californicus
- Leptobunus pallidus
- Leptobunus pavulus